# Talitrus saltator
La pulga de playa (Talitrus saltator) es una especie de crustáceo anfípodo de la familia Talitridae. Debe su nombre común a que cuando se cree en peligro o se le molesta da grandes e inconfundibles saltos.
Es de pequeño tamaño, de hasta 16-22 mm los machos, abundante en la zona intermareal de las playas de la península ibérica. Cava galerías en la arena. Su alimentación consiste en algas y desechos orgánicos en descomposición realizando una limpieza de los granos de arena uno a uno. Forma parte de la dieta de muchas especies de peces y aves. La hembra se caracteriza por ingerir a sus propias crías para que se alimenten de su propio cuerpo.